# Reykjavik
 (juin 2015).
Si vous disposez d'ouvrages ou d'articles de référence ou si vous connaissez des sites web de qualité traitant du thème abordé ici, merci de compléter l'article en donnant les références utiles à sa vérifiabilité et en les liant à la section « Notes et références ».
Reykjavik (en islandais Reykjavík /ˈreiːcaˌviːk/ , littéralement « Baie-des-Fumées ») est la capitale de l'Islande. Elle se situe à environ 250 km au sud du cercle polaire arctique, ce qui en fait la capitale la plus septentrionale d'un État souverain (la capitale du Groenland, Nuuk, étant située quelques kilomètres plus au nord). Elle s'étale entre deux fjords, dans une zone comptant de nombreuses sources chaudes, le long d'une baie (vík en islandais). Elle est ainsi considérée comme la ville la « plus verte du monde » : on y compte environ 410 m2 d'espaces verts par habitant.
C'est la ville la plus peuplée du pays, avec environ 130 000 habitants. Avec l'agglomération, elle regroupe pratiquement les deux tiers de la population de l'île, soit environ 220 000 habitants.
Son emplacement se situe à l'endroit même où s'installent en 874 les premiers colons conduits par Ingólfur Arnarson. Pourtant, le site n'est peuplé que de quelques centaines d'habitants en 1786 lorsqu'il est promu au rang de municipalité, avant de devenir le siège des institutions religieuses et politiques de l'île, à la faveur de la construction de l'État islandais.
C'est à Reykjavik que sont concentrées les activités politiques, industrielles, commerciales, et culturelles du pays.

## Étymologie
Reykjavík se traduit en français par « baie des fumées » (reykja- étant le génitif pluriel de reykur : « fumée » ; vík : « baie »). Elle tient son nom du Landnámabók (Livre de la colonisation) qui mentionne les vapeurs qui proviennent des sources d'eau chaude de la région.

## Géographie
Reykjavik est située sur la marge sud-ouest de l'Islande, dans la baie de Faxaflói. Le secteur côtier de Reykjavik se caractérise par la présence de nombreuses presqu'îles, criques, détroits et petites îles. La plus grande partie de la ville de Reykjavik s'étale sur la péninsule de Seltjarnarnes, entre deux fjords : le Kollafjörður au nord, et le Skerjafjorður au sud. Mais les faubourgs s'étendent au sud.

### Topographie
La ville est au niveau de la mer. La montagne la plus haute dans le voisinage de Reykjavik est le mont Esja, qui culmine à 914 mètres.

### Hydrographie
La rivière Elliðaá traverse la ville. Cet important cours d'eau n'est pas navigable.

### Urbanisme
Reykjavik est une ville dispersée ; la plus grande partie du secteur urbain se présente dans la forme de faubourgs de basse densité et les habitations sont généralement individuelles. Les quartiers résidentiels sont eux aussi espacés, séparés par les principales artères de la ville.
La législation sur les monuments protégés en Islande se limite aux constructions ayant plus d'un siècle, avec des exceptions pour les habitations en tourbe, pensées comme traditionnelles et donc dignes de protection. Pour cette raison, de nombreuses structures plus récentes ont disparu, telles que les fortifications datant de la Seconde Guerre mondiale, les structures liées à la présence militaire américaine ou certaines usines.

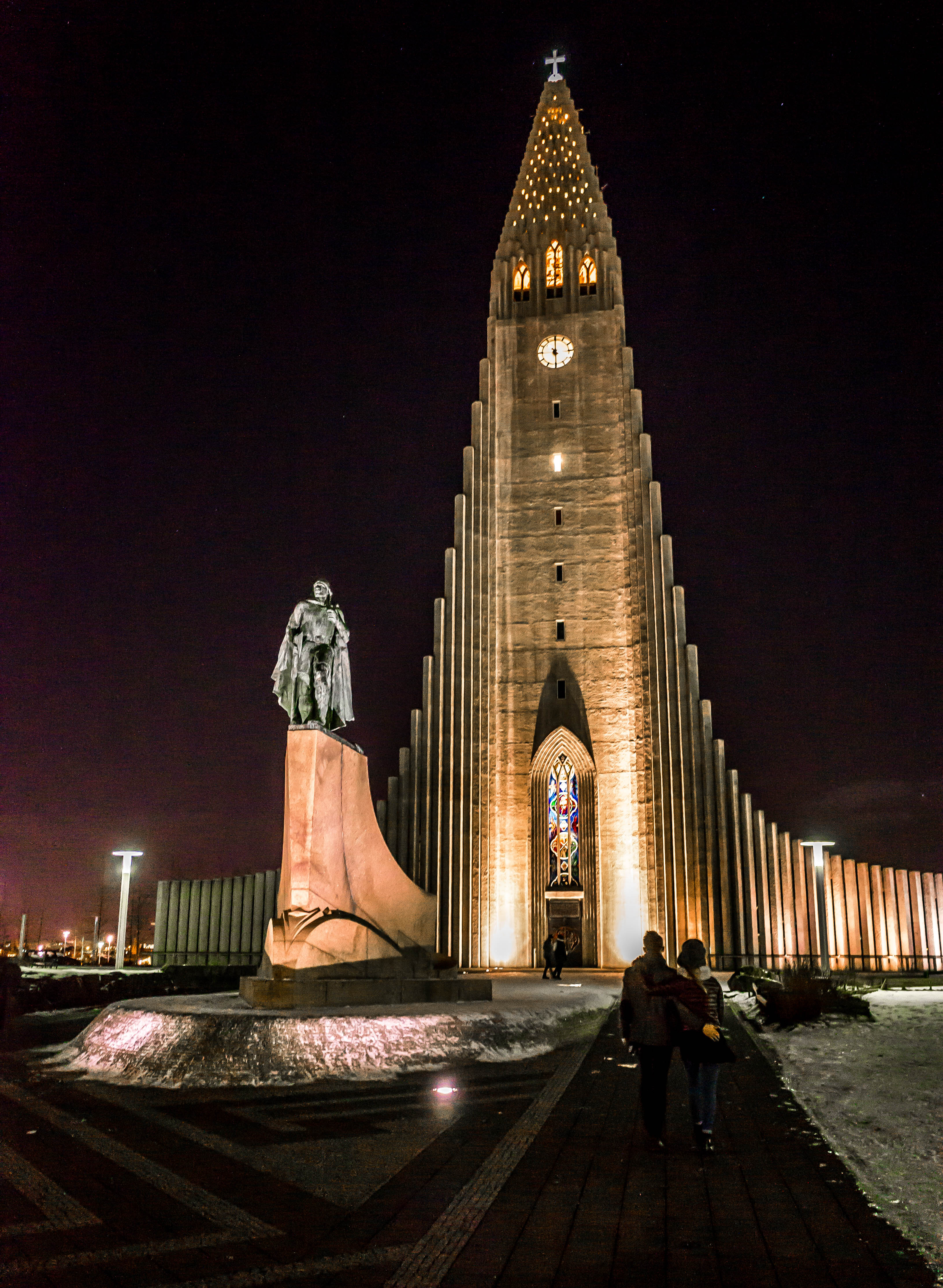
La Hallgrímskirkja est devenu le symbole de la ville de Reykjavik (et de l'Islande).

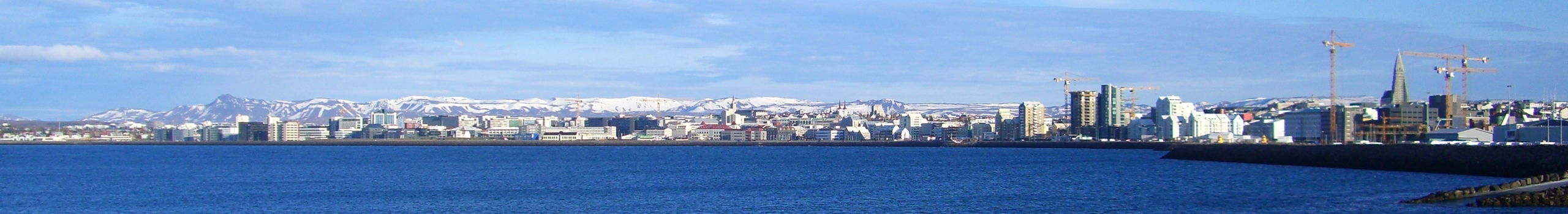
Panorama de Reykjavik depuis Örfirisey.

Panorama de Reykjavik depuis le rivage en août 2014.

### Climat
Reykjavik bénéficie d'un climat subpolaire océanique similaire à celui de la pointe sud du Groenland dans l'hémisphère nord ou à celui des îles Kerguelen et de la Terre de Feu dans l'hémisphère sud. Grâce aux eaux chaudes de la dérive nord atlantique, un courant chaud qui prolonge le Gulf Stream, Reykjavik a une température moyenne annuelle de 4,4 °C. La température moyenne en janvier est de −0,5 °C et en juillet de 10,6 °C. La température maximale absolue a été de 26,4 °C le 30 juillet 2008. Les hivers sont doux malgré la latitude et les étés frais mais brefs. L'obscurité est presque permanente en hiver et la lumière presque permanente en été.
| Mois                              | jan. | fév. | mars | avril | mai  | juin | jui. | août | sep. | oct. | nov. | déc. | année |
| --------------------------------- | ---- | ---- | ---- | ----- | ---- | ---- | ---- | ---- | ---- | ---- | ---- | ---- | ----- |
| Température minimale moyenne (°C) | −3   | −2,1 | −2   | 0,4   | 3,6  | 6,7  | 8,3  | 7,9  | 5    | 2,2  | −1,3 | −2,8 | 1,9   |
| Température moyenne (°C)          | −0,5 | 0,4  | 0,5  | 2,9   | 6,3  | 9    | 10,6 | 10,3 | 7,4  | 4,4  | 1,1  | −0,2 | 4,4   |
| Température maximale moyenne (°C) | 1,9  | 2,8  | 3,2  | 5,7   | 9,4  | 11,7 | 13,3 | 13   | 10,1 | 6,8  | 3,4  | 2,2  | 7     |
| Précipitations (mm)               | 75,6 | 71,8 | 81,8 | 58,3  | 43,8 | 50   | 51,8 | 61,8 | 66,5 | 85,6 | 72,5 | 78,7 | 798,2 |

Durant quelques semaines en hiver, la lumière du jour n'arrive que pour quatre heures et en début d'été les nuits n'existent pas.

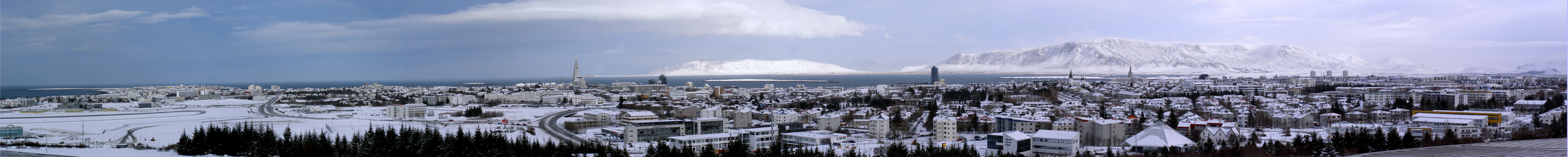
Panorama de Reykjavik vu depuis Perlan, avec les montagnes Akrafjall (au centre) et Esja (à droite) en arrière-plan.

| Mois                        | Janv  | Fév   | Mars  | Avr   | Mai   | Juin                         | Juil                         | Août  | Sept  | Oct   | Nov   | Déc   |
| --------------------------- | ----- | ----- | ----- | ----- | ----- | ---------------------------- | ---------------------------- | ----- | ----- | ----- | ----- | ----- |
| Heure moyenne de l'aube     | 10:03 | 09:13 | 07:46 | 05:55 | 03:50 | 24 heures de lumière du jour | 24 heures de lumière du jour | 03:06 | 05:17 | 06:50 | 08:18 | 09:36 |
| Heure moyenne du crépuscule | 16:59 | 18:11 | 19:35 | 21:10 | 23:04 | 24 heures de lumière du jour | 24 heures de lumière du jour | 23:57 | 21:35 | 19:43 | 18:03 | 16:57 |

## Histoire

### Colonisation (874)
On pense, toujours d'après le Landnámabók, que les premiers colons norvégiens sont arrivés dans la zone de Reykjavik emmenés par Ingólfr Arnarson en 874.

### Début de l'industrialisation (1752)
Le XVIIIe siècle a marqué le commencement de l'expansion urbaine de Reykjavik. Avant cette date, la ville n'est mentionnée dans aucune source médiévale sauf comme terre régulière de ferme.

Vers la fin de la période d'absolutisme, après des siècles d'exploitation par les Danois, des nouvelles règles danoises appliquées à l'Islande ont favorisé l'émergence d'une industrie domestique qui permit un progrès nécessaire à l'île.

En 1752, le roi du Danemark a donné le domaine de Reykjavik aux corporations d'entrepreneurs ou Innréttingar ; le nom vient du danois indretninger signifiant « entreprises ». Dans les années 1750 plusieurs maisons ont été construites pour loger l'industrie de laine qui devait être l'employeur le plus important de Reykjavik pour quelques décennies et la raison originale de son existence. D'autres métiers étaient également pratiqués par l'Innréttingar tels que la pêche, l'exploitation de soufre, l'agriculture et la construction navale.

### Fondation (1786)
En 1786, la Couronne danoise supprime son monopole commerçant et accorde aux six communautés du pays, dont Reykjavik, une charte marchande exclusive. La communauté de Reykjavik était la seule à respecter la charte de façon permanente. L'année 1786 est ainsi considérée comme celle de la fondation de la ville, qui a célébré son deux-centième anniversaire en 1986. En 1796, la ville remplace Skálholt comme siège d'un des deux évêchés de l'île, puis en 1801 devient le seul de l'île au détriment de celui de Hólar. Le droit de commercer est cependant encore réservé aux sujets de la Couronne danoise et les commerçants danois continuent à dominer les échanges de l'Islande pendant les décennies suivantes. Après l'instauration de la liberté du commerce en 1855, l'influence des négociants islandais dans la vie des affaires augmente vite.

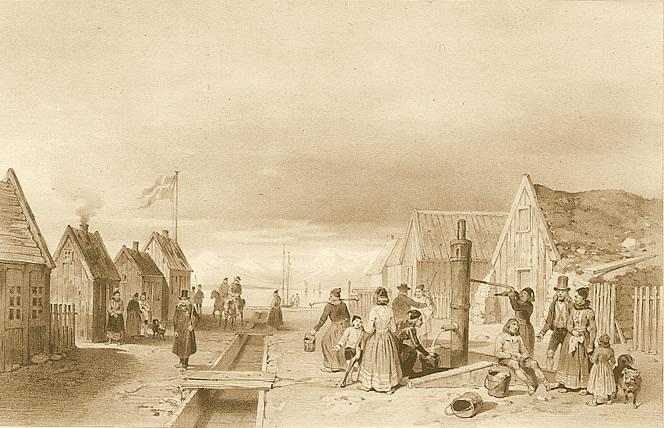
Reykjavik en 1836.

### Capitale de l'Islande (1845)
Le mouvement nationaliste avec l'idée d'une Islande indépendante prit de l'ampleur durant le XIXe siècle. Comme Reykjavik était la seule ville de l'Islande, c'est là que les indépendantistes se réunissaient. Les partis du mouvement indépendantiste savaient que Reykjavik devrait être forte pour que cela favorise l'indépendance. Les années les plus importantes de la lutte indépendantiste sont aussi importantes pour la ville. En 1845, grâce à l'action de Jón Sigurðsson, la ville devient le siège de l'Althing, l'assemblée générale que les Islandais avaient créée en 930 et qui fut rétablie après avoir été suspendue quelques années plus tôt. L'Althing accomplissait alors les fonctions d'une assemblée consultative, qui suggérait au Roi les mesures à prendre dans l'intérêt du pays. La mise en place de l'Althing à Reykjavik eut pour conséquence que la ville s'est transformée effectivement en capitale de l'Islande.
En 1874, l'Islande a rédigé sa première constitution et avec elle, l'Alþingi obtint des pouvoirs législatifs limités puis se convertit en l'institution que nous connaissons. Lorsqu'il a été décidé de mettre en place un pouvoir exécutif insulaire, la ville obtint l'installation de la Maison du gouvernement en 1904 et du bureau du Premier ministre. Le 1er décembre 1918, le pays est passé du statut de colonie danoise à celui d'État souverain connu sous le nom de Royaume d'Islande en union personnelle avec la Couronne du Danemark, sous le règne du roi Christian X.

### Entre 1918 et la fin de la Seconde Guerre mondiale

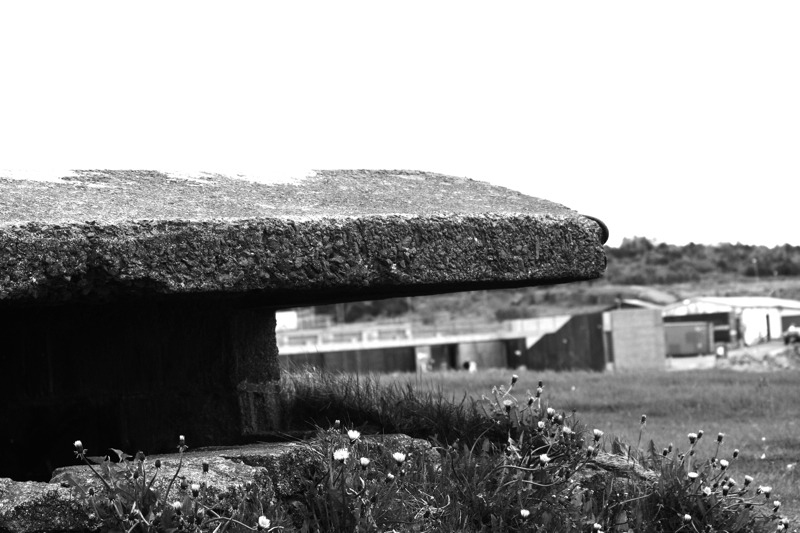
Bunker sur la plage de Reykjavik, vestige de l'occupation alliée durant la Seconde Guerre mondiale.

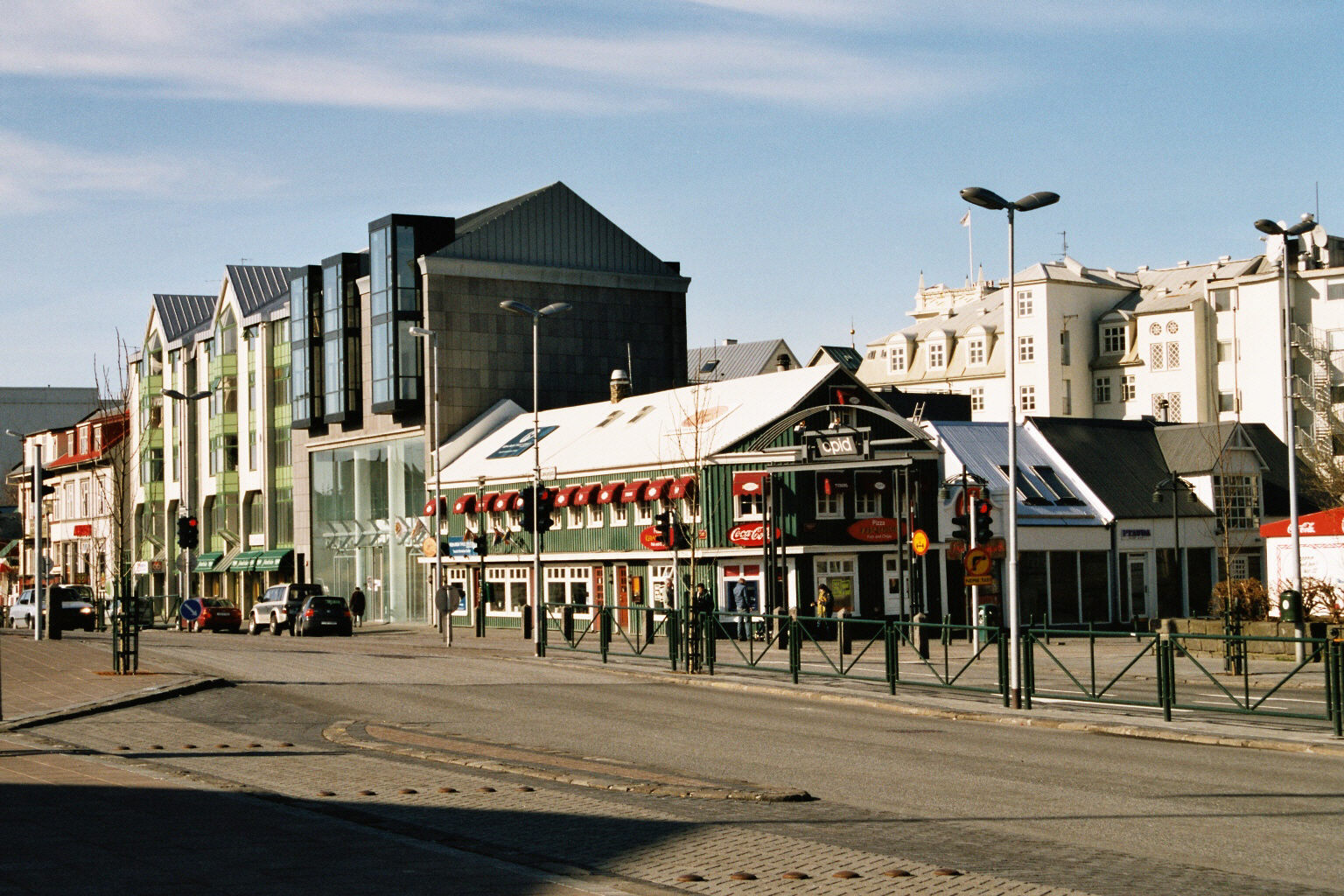
La place Lækjartorg.

Dans les années 1920 à 1930, l'industrie de pêche s'est formée à Reykjavik, avec comme principal produit la morue. Toutefois, vers la fin 1930, la Grande Dépression a frappé la ville avec l'explosion du chômage et des conflits sociaux allant jusqu'à l'émeute lorsque la municipalité, à court de fonds, annonce une réduction des salaires des emplois mis en place pour compenser la fermeture d'entreprises.
Dans la matinée du 10 mai 1940, quatre navires de guerre britanniques arrivèrent à Reykjavik et s'ancrèrent dans le port. En quelques heures, l'occupation alliée a été mise en place sans violence. Le gouvernement islandais avait reçu du gouvernement britannique une lettre pour prévenir de l'occupation, mais celle-ci avait été toujours déclinée par les Islandais parce qu'ils étaient politiquement neutres. Durant les dernières années de la Seconde Guerre mondiale, les soldats britanniques et américains ont construit des bases à Reykjavik. Le nombre de soldats étrangers à Reykjavik était, à un moment, équivalent à la population actuelle de la ville[réf. souhaitée].
Les effets économiques de l'occupation furent très positifs pour la ville quand se sont atténués les effets de la Grande Dépression. Une reprise économique importante eut alors lieu. Les Britanniques ont construit l'aéroport de Reykjavik, et les États-Unis ont construit l'aéroport international de Keflavík, à environ cinquante kilomètres de la capitale.
Le 17 juin 1944, l'Islande est proclamée république indépendante, rompant ainsi les derniers liens institutionnels que le pays conservait avec le Danemark. Un président élu par un vote populaire remplaça le roi Christian X dans ses fonctions représentatives, tandis que le premier ministre exerçait les fonctions exécutives.

### De l'après-guerre aux temps modernes

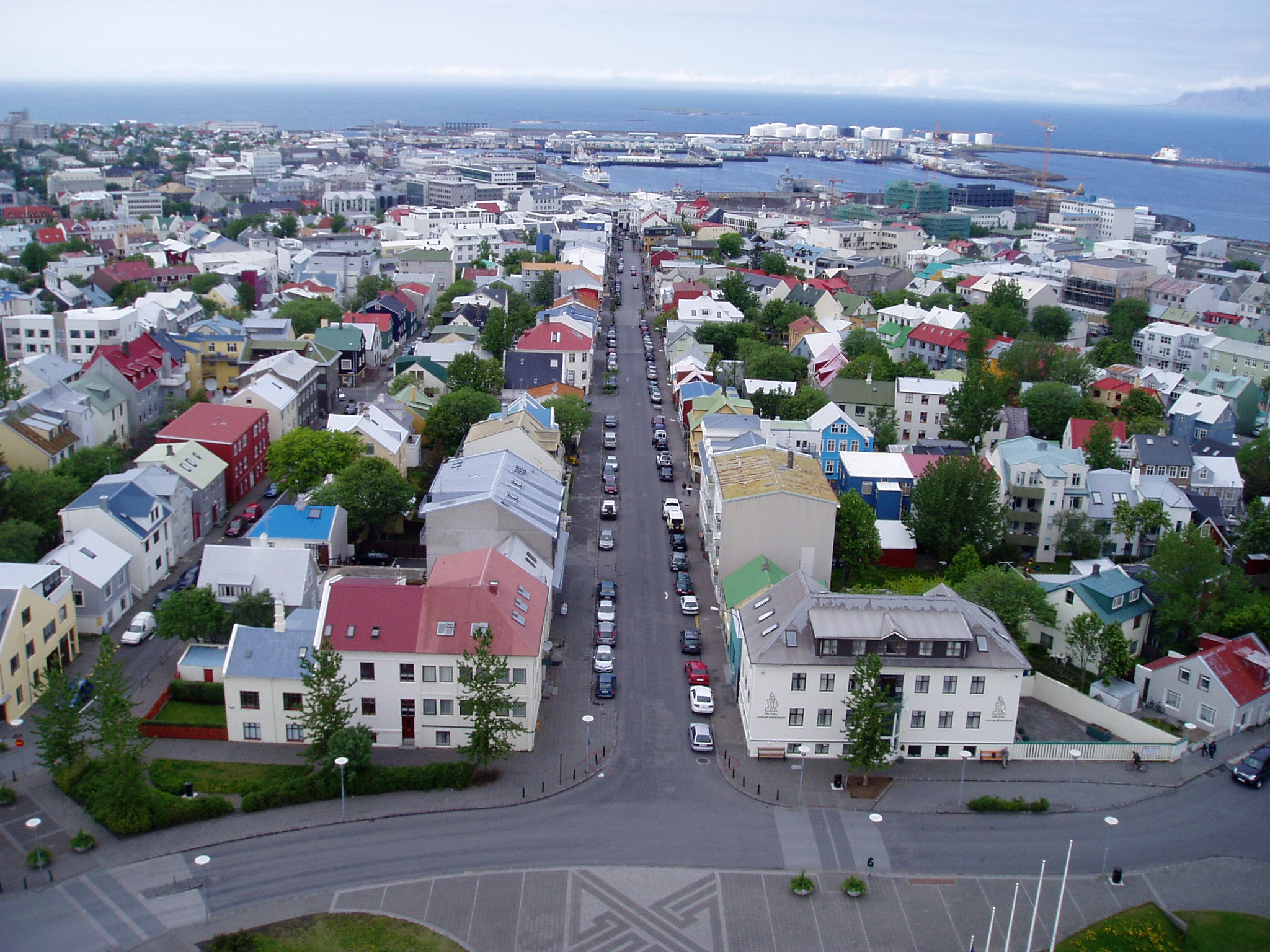
La ville vue du clocher du Hallgrímskirkja.

Dans les années de l'après-guerre, la croissance de Reykjavik s'accéléra. L'exode rural a accru la population citadine, la mécanisation de l'agriculture réduisant les besoins de main d'œuvre dans ce secteur et améliorant les conditions de vie des Islandais. Les migrants qui allaient à Reykjavik étaient principalement des jeunes qui voulaient atteindre le « Rêve de Reykjavik » et avec le temps, la capitale s'est transformée en véritable ville des enfants. La planification urbaine s'est modifiée de façon très importante avec la construction de zones résidentielles dans les faubourgs de la ville.

### Métropole moderne (1970 à aujourd'hui)
Dans les années 1970 et 1980, Reykjavik a été convertie en un centre de la communauté mondiale. Après le championnat du monde d'échecs 1972 particulièrement médiatisé, un sommet entre Richard Nixon et Georges Pompidou est organisé en 1973. Au sommet de 1986, le statut international de Reykjavik a été souligné par Ronald Reagan et Mikhaïl Gorbatchev. La déréglementation dans le secteur financier et la révolution informatique des années 1990 ont transformé Reykjavik une nouvelle fois. La technologie financière et le secteur de l'information sont maintenant des employeurs significatifs de la ville. La ville a stimulé quelques talents célèbres dans le monde entier comme Björk, Sigur Rós ou Amiina.
Une politique de réaménagement du front de mer est menée depuis les années 2000, et la salle de concert et centre des congrès Harpa en est le premier exemple. Après des années de ralentissement des investissements à la suite de la crise financière de 2008, le centre-ville prend un nouveau visage urbanistique et architectural avec la construction d'immeubles modernes et la réhabilitation de nombreux îlots d'habitations entre le front de mer, principalement à Miðborg et Vesturbær.

## Population

### Géographie urbaine

#### Quartiers
| N° | Quartier      | Sup. km² | Sections | Carte |
| -- | ------------- | -------- | --- | ----- |
| 1  | Vesturbær     | 2,9      | Gamli Vesturbærinn, Bráðræðisholt, Grandar, Hagar, Melar, Skjól, Grímsstaðaholt, Skildinganes et Litli Skerjafjörður     |       |
| 2  | Miðborg       | 3,6      | Tjarnarbrekka, Víkin, Arnarhóll, Skuggahverfi, Laufás, Spítalahlíð, Þingholt, Ásgarður, et Tungan.                       |       |
| 3  | Hlíðar        | 3,3      | Norðurmýri, Hlíðar, Hlemmur, Holt, Suðurhlíðar, Öskjuhlíð et Nauthólsvík.                                                |       |
| 4  | Laugardalur   | 6,4      | Tún, Teigar, Lækir, Laugarnes, Sund, Heimar, Langholt, Vogar, Skeifan et Fen.                                            |       |
| 5  | Háaleiti      | 4,3      | Háaleiti, Múlar, Kringlan, Bústaðir, Fossvogur, Smáíbúðahverfi et Blesugróf.                                             |       |
| 6  | Breiðholt     | 5,5      | Hólar, Fell, Berg, Sel, Skógar, Bakkar, Stekkir et Mjódd.                                                                |       |
| 7  | Árbæjarhverfi | 6,1      | Selás, Árbær, Ártúnsholt, Bæjarháls, Norðlingaholt et Grafarholt.                                                        |       |
| 8  | Grafarvogur   | 10,4     | Hamrar, Foldir, Hús, Rimar, Borgir, Víkur, Engi, Spöng, Staðir, Höfðar, Bryggjuhverfi, Geirsnef, Gufunes et Geldinganes. |       |
| 9  | Kjalarnes     | 61,7     | Kjalarnes et Álfsnes. |       |
| 10 | Úlfarsfell    | 22,5     | |       |

#### Höfuðborgarsvæðið
Höfuðborgarsvæðið (« région-capitale ») est une des huit régions de l'Islande. Elle est peuplée d'environ 200 000 habitants, ce qui fait d'elle la région la plus peuplée d'Islande puisqu'elle regroupe près des deux tiers de la population du pays.

Les municipalités de Höfuðborgarsvæðið.

Cette région est en pleine expansion, en raison du fait que Reykjavik commence à manquer d'espace, ce qui profite aux municipalités voisines.

### Démographie
En 2008, Reykjavik compte 117 898 habitants (58 859 hommes et 59 039 femmes) et sa métropole 196 373.
| 1801    | 1860   | 1901    | 1930    | 1940    | 1950    | 1960    | 1970    | 1980    |
| 600     | 1 450  | 6 321   | 28 452  | 38 308  | 55 980  | 72 407  | 81 690  | 83 766  |
| 1985    | 1990   | 1995    | 1998    | 2000    | 2002    | 2006    | 2008    | 2019    |
| 89 868  | 97 569 | 104 258 | 106 753 | 109 887 | 112 411 | 114 968 | 117 898 | 128 793 |
| 2020    |        |         |         |         |         |         |         |         |
| 131 136 |        |         |         |         |         |         |         |         |

Population d'origine étrangère
| Pays de naissance | Population (2016) |
| ----------------- | ----------------- |
| Pologne           | 3 589             |
| Lituanie          | 871               |
| Allemagne         | 397               |
| Royaume-Uni       | 365               |
| Lettonie          | 345               |
| États-Unis        | 344               |
| Danemark          | 338               |
| Philippines       | 322               |
| Espagne           | 285               |
| Portugal          | 267               |

## Économie
Plusieurs compagnies islandaises ont leur siège dans la capitale, et notamment à Borgartún (en), le centre financier de l'Islande :
- DeCODE Genetics, pharmaceutique ;
- HB Grandi, pêche ;
- Icelandair, transport aérien ;
- Landsvirkjun, énergie ;
- Nýherji, informatique ;
- Orkuveita Reykjavíkur, énergie ;
- Síminn, service des télécommunications islandaises ;
- Stodir, transport ;
- Vodafone Ísland, service des télécommunications.

## Politique
Reykjavik fait partie de la municipalité de Reykjavíkurborg, gouvernée par le Conseil de ville, élu directement par les habitants de la ville âgés de plus de 18 ans. Le Conseil compte 15 membres élus pour quatre ans.

### Maires de Reykjavik
Le Parti de l'indépendance a disposé d'une majorité absolue de sa fondation, en 1929, à 1978. De 1978 à 1982, la ville fut dirigée par une coalition composée de l'Alliance du peuple, le Parti social-démocrate et le Parti du progrès. En 1982, le Parti de l'indépendance reconquit la majorité absolue et la conserva jusqu'en 1994. De 1994 à 2006, l'Alliance et le Parti du progrès dirigèrent à nouveau la ville. Après les élections de 2006, les sept conseillers du Parti de l'indépendance s'allient à l'unique représentant du Parti du progrès pour former une coalition de centre-droite. En 2010, le comédien Jón Gnarr se fait élire avec six sièges sur quinze au conseil municipal, en représentant le parti satirique qu'il avait lui-même créé en 2009, ironiquement nommé le Meilleur Parti (Besti Flokkurinn). Le 30 octobre 2013, il indique ne pas vouloir se présenter à un second mandat à la tête de la municipalité.
| Période           | Période           | Identité                          | Étiquette      | Qualité             |
| ----------------- | ----------------- | --------------------------------- | -------------- | ------------------- |
| 7 mai 1908        | 7 mai 1914        | Páll Einarsson                    |                |                     |
| 7 mai 1914        | 30 décembre 1932  | Knud Zimsen                       |                |                     |
| 30 décembre 1932  | 20 mars 1935      | Jón Þorláksson                    |                |                     |
| 20 mars 1935      | 8 octobre 1940    | Pétur Halldórsson                 |                |                     |
| 8 octobre 1940    | 4 février 1947    | Bjarni Benediktsson               |                |                     |
| 4 février 1947    | 19 novembre 1959  | Gunnar Thoroddsen                 |                |                     |
| 19 novembre 1959  | 6 octobre 1960    | Auður Auðuns et Geir Hallgrímsson |                |                     |
| 6 octobre 1960    | 1er décembre 1972 | Geir Hallgrímsson                 |                |                     |
| 1er décembre 1972 | 15 août 1978      | Birgir Ísleifur Gunnarsson        |                |                     |
| 15 août 1978      | 27 mai 1982       | Egill Skúli Ingibergsson          |                |                     |
| 27 mai 1982       | 16 juillet 1991   | Davíð Oddsson                     |                |                     |
| 16 juillet 1991   | 17 mars 1994      | Markús Örn Antonsson              |                |                     |
| 17 mars 1994      | 13 juin 1994      | Árni Sigfússon                    |                |                     |
| 13 juin 1994      | 1er février 2003  | Ingibjörg Sólrún Gísladóttir      |                |                     |
| 1er février 2003  | 30 novembre 2004  | Þórólfur Árnason                  |                |                     |
| 30 novembre 2004  | 13 juin 2006      | Steinunn Valdís Óskarsdóttir      |                |                     |
| 13 juin 2006      | 16 octobre 2007   | Vilhjálmur Þ. Vilhjálmsson        |                |                     |
| 16 octobre 2007   | 24 janvier 2008   | Dagur B. Eggertsson               |                |                     |
| 24 janvier 2008   | 21 août 2008      | Ólafur F. Magnússon               |                |                     |
| 21 août 2008      | 15 juin 2010      | Hanna Birna Kristjánsdóttir       |                |                     |
| 15 juin 2010      | 12 juin 2014      | Jón Gnarr                         | Meilleur parti | Acteur et humoriste |
| 12 juin 2014      |                   | Dagur B. Eggertsson               | Alliance       |                     |

## Enseignement

### Écoles secondaires
- Menntaskólinn við Hamrahlíð (MH)
- Menntaskólinn í Reykjavík (MR)
- Verzlunarskóli Íslands (Verzló)
- Menntaskólinn við Sund (MS)
- Borgarholtsskóli (Borgó)
- Fjölbrautaskólinn við Ármúla (FÁ)
- Iðnskólinn í Reykjavík (IR)
- Menntaskólinn Hraðbraut
- Kvennaskólinn í Reykjavík (Kvennó)
- Fjölbrautaskólinn Breiðholti (FB)
- Fjöltækniskóli Íslands (FTI)

### Universités
- Université d'Islande (Háskóli Íslands), université publique, la plus grande université du pays
- Université de Reykjavik, la plus grande université privée d'Islande
- Académie des arts d'Islande

## Transports

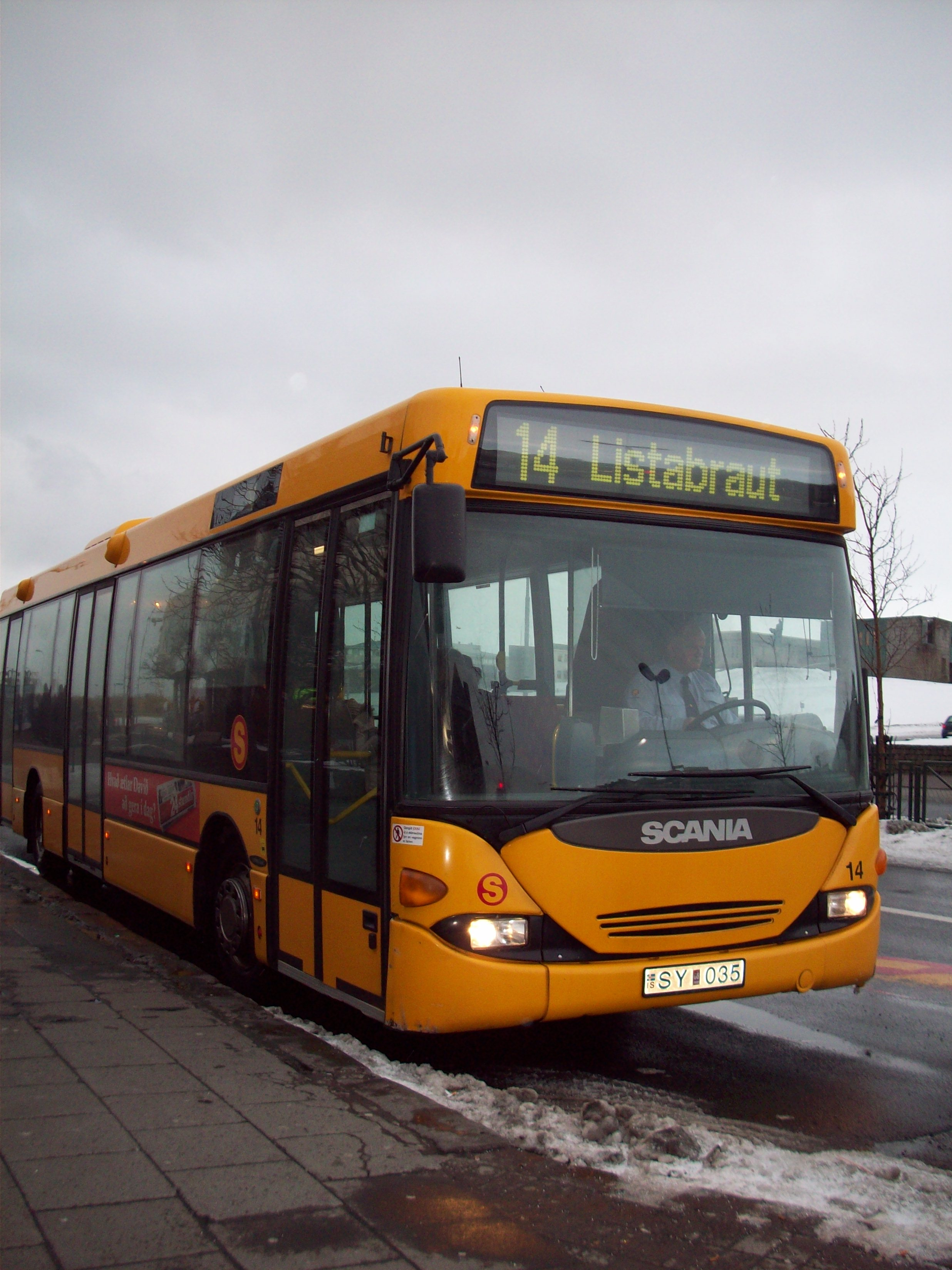
Un bus de la Strætó bs.

### Routes
La ville a quelques grands boulevards. Elle est traversée par la route 1.

### Transports en commun
Reykjavik dispose d'un réseau de 23 lignes d'autobus (dont 6 lignes « express ») assez bien connectées, géré par la compagnie Strætó bs..

### Aéroports
L'aéroport de Reykjavik, le deuxième plus grand aéroport dans le pays (après l'aéroport international de Keflavík, à une cinquantaine de kilomètres de la capitale), est situé à l'intérieur de l'agglomération, juste au sud du centre-ville. Il est principalement utilisé pour les vols intérieurs ainsi que pour les vols à destination du Groenland et des Îles Féroé. Il a été construit par les Britanniques au cours de la Seconde Guerre mondiale, à l'époque où le site constituait encore la périphérie de la ville. Ces dernières années, l'emplacement de l'aéroport est sujet à controverse car il occupe beaucoup de place dans le centre de Reykjavik.

### Ports
Reykjavik a deux ports :

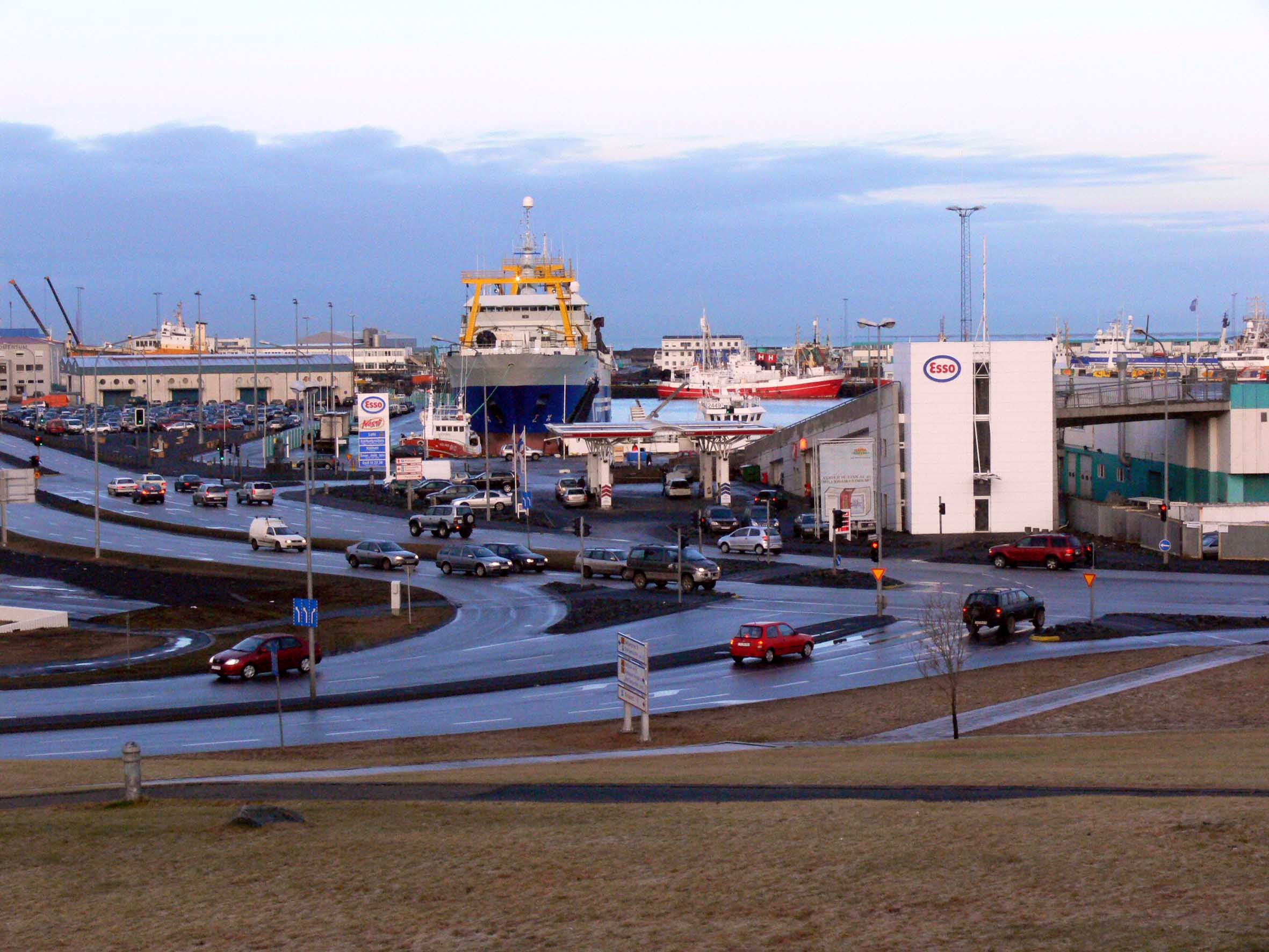
Le port de Reykjavik.

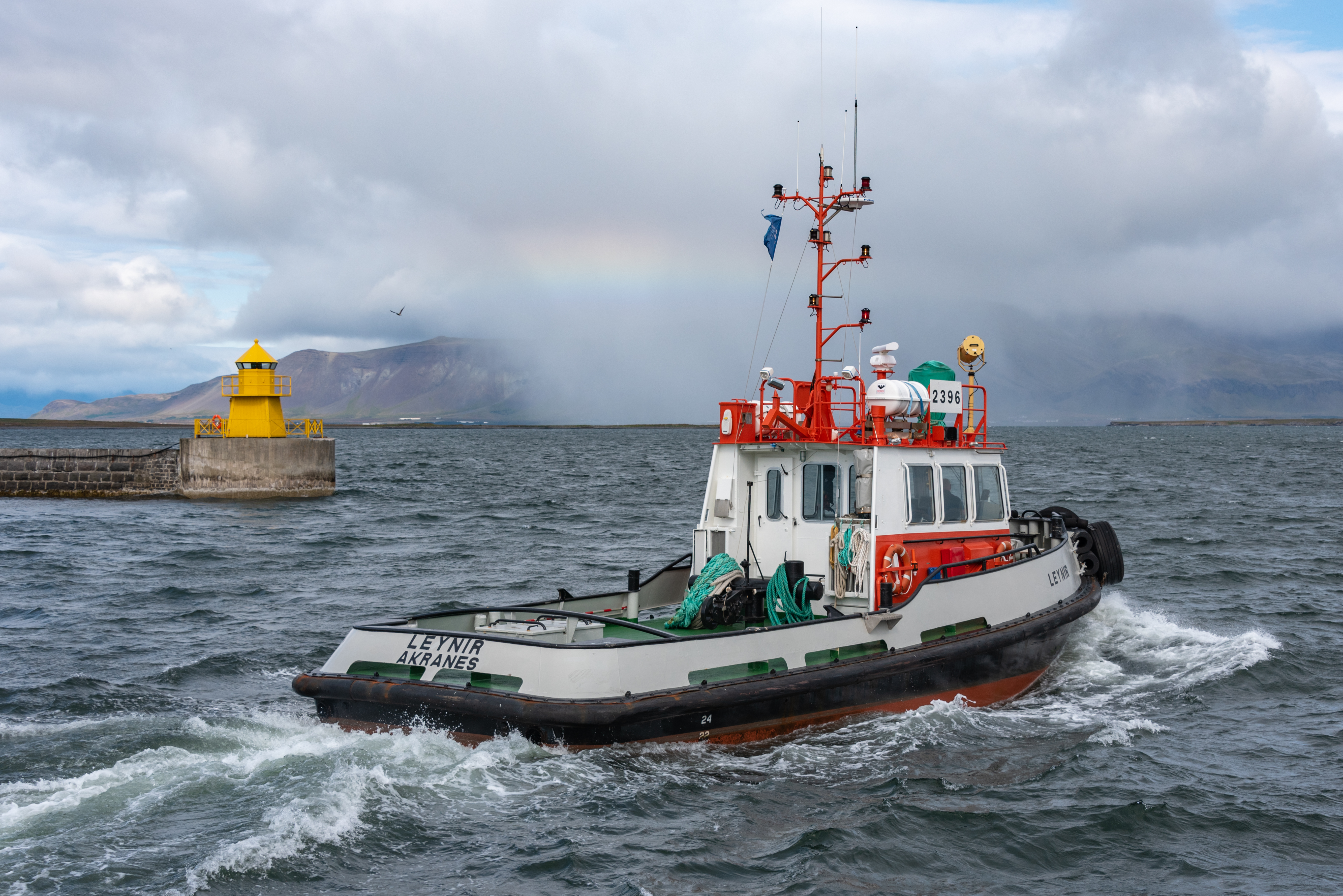
Remorqueur bateau pilote nommé Leynir quittant le port de Reykjavik auprès du phare de Reykjavík Norðurgarði, vers Faxaflói, une baie d'Islande. À l'horizon les monts Esja. Aout 2019.

- le vieux port, près du centre-ville, est principalement utilisé par les pêcheurs et les navires de croisières ;
- Sundahöfn dans l'est de la ville est le plus important port de fret du pays.

## Culture et patrimoine

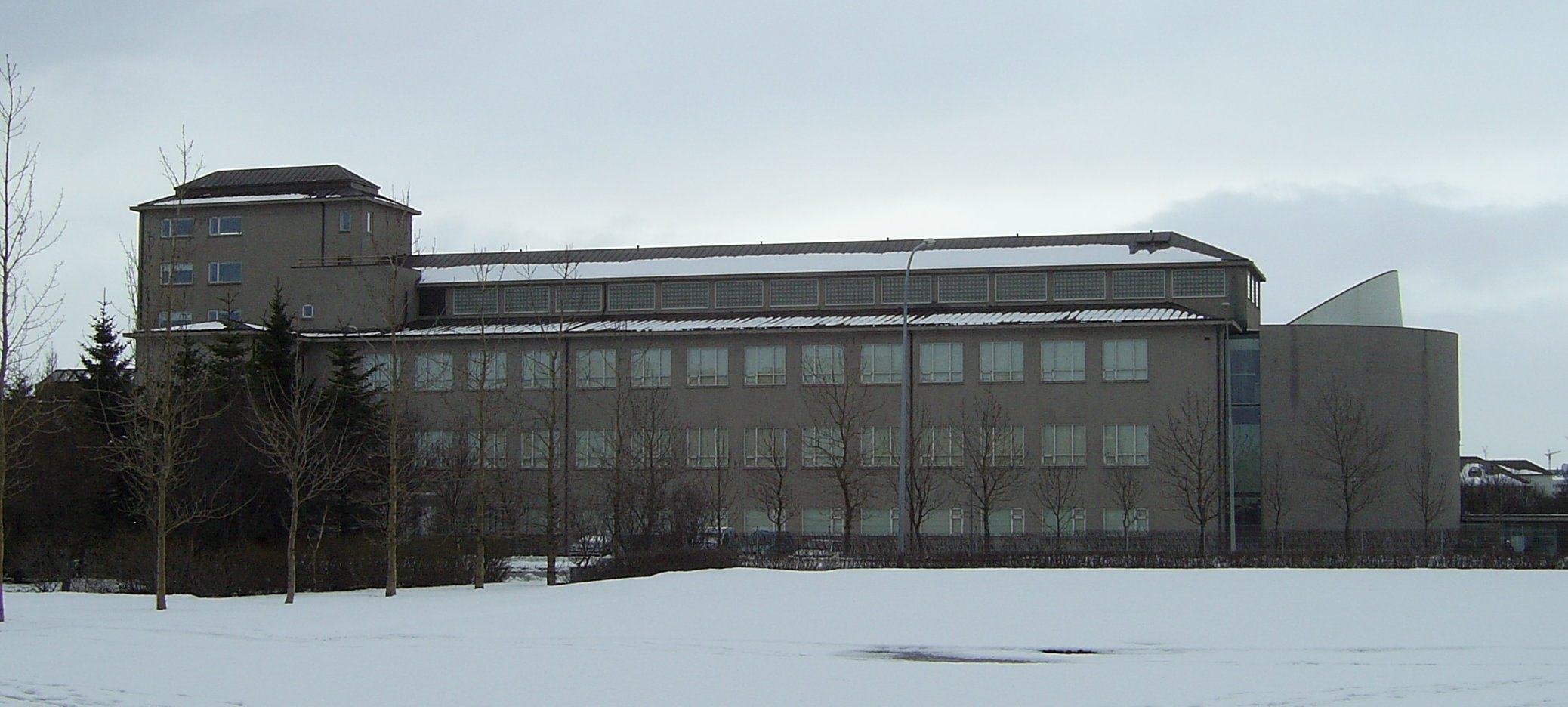
Le Musée national.

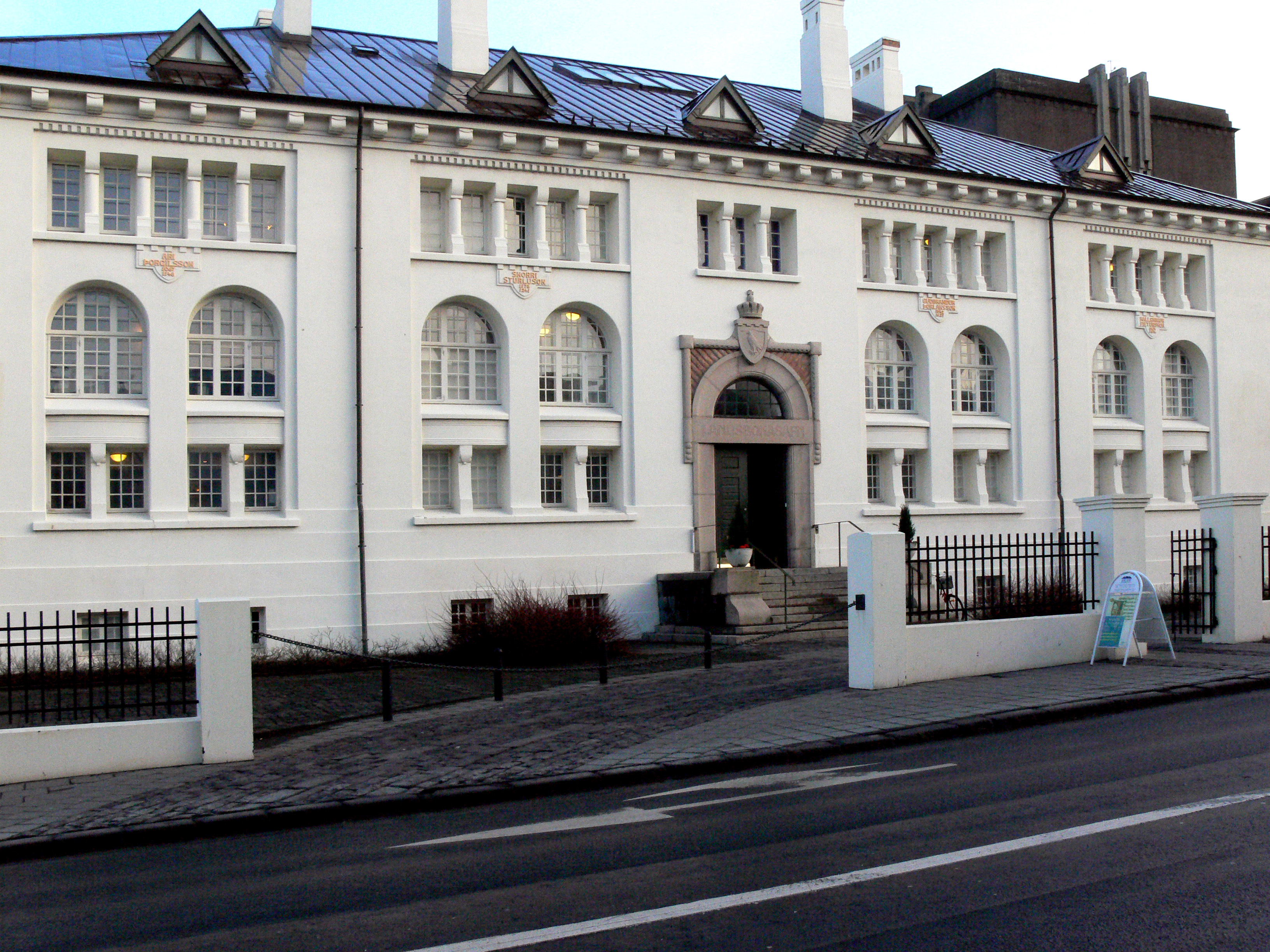
Þjóðmenningarhúsið.

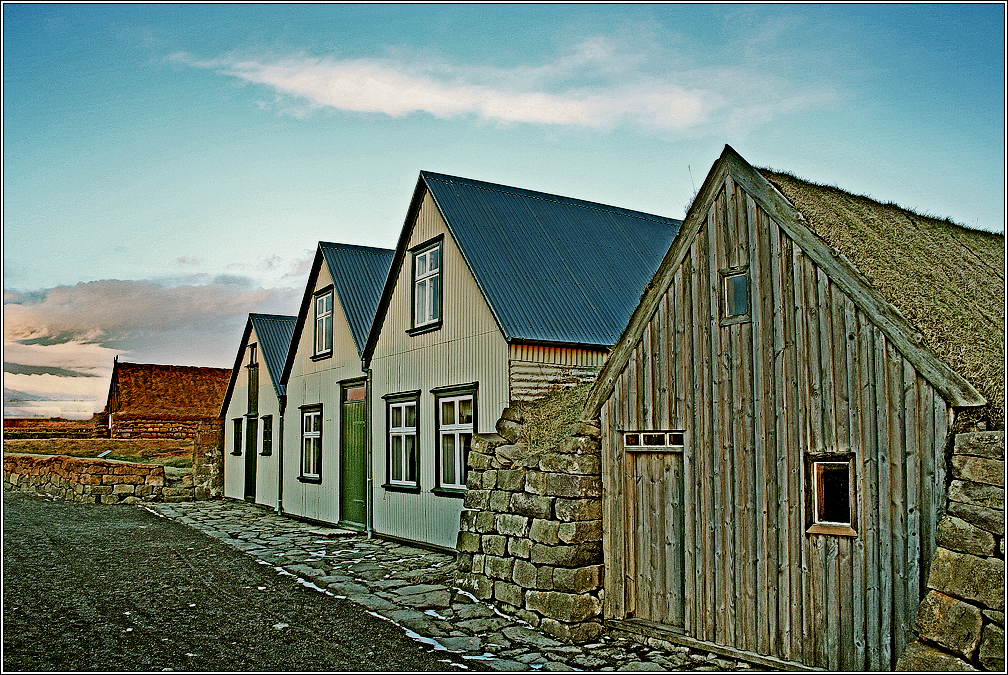
Le musée en plein air Árbæjarsafn.

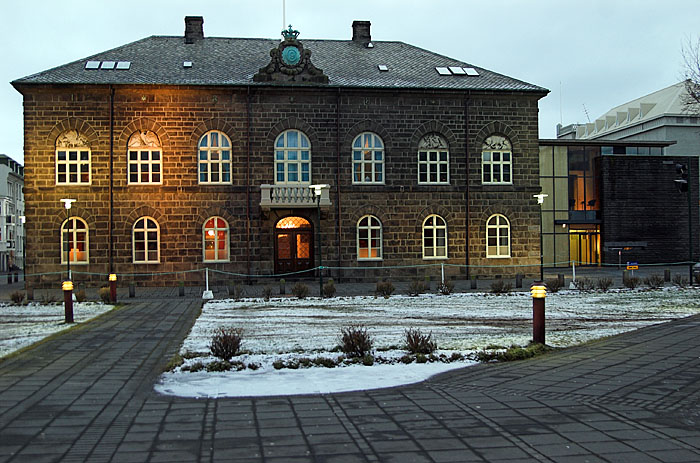
Alþingishúsið.

### Musées

#### Musée national(Þjóðminjasafn)
Ce musée existe depuis 1863, et depuis 1955 dans le bâtiment actuel. Il abrite de précieuses œuvres d'art et des objets de la culture islandaise, tels que des bijoux, des armes ou des objets de la vie quotidienne. Il présente notamment une statuette en bronze du dieu Þór, une d'argent de Þórshamar et plusieurs sculptures. Le musée traite également de l'histoire de l'Islande à travers, notamment, des logiciels informatiques. Le musée avait été fermé pendant une longue période en raison de travaux de rénovation et il a été rouvert le 1er septembre 2004. Ce musée est en totale coopération avec l'Académie des Arts d'Islande.

#### Musée du patrimoine culturel de l'Islande(Þjóðmenningarhúsið)
Ce musée a été créé dans les années 1906-09 pour rassembler tous les trésors de la culture islandaise. Dans ce bâtiment se trouvaient la bibliothèque nationale, le musée national, la Commission nationale d'écriture et les collections du musée d'histoire naturelle. Le gouvernement décida de rénover entièrement le musée, avec pour objectif de préserver le patrimoine culturel de l'Islande.
Le musée fut ouvert en 2000. Avec ses écrits historiques, ses nombreuses expositions et ses diverses manifestations culturelles, ce musée est devenu un lieu important pour le patrimoine culturel de l'Islande.

#### La Galerie nationale(Listasafn)
La Galerie nationale est située sur les bords du lac Tjörnin. La plus ancienne partie du bâtiment a été construite en 1916-1917 pour y conserver le poisson. Le nouveau bâtiment moderne a été érigé entre 1980 et 1988.
La galerie a une collection de près de 5 000 œuvres d'art qui met l'accent sur des artistes islandais (par exemple, de nombreuses œuvres des principaux peintres Ásgrímur Jónsson et Jóhannes Sveinsson Kjarval). En outre, il y a souvent des expositions thématiques.

#### Kjarvalsstaðir
Le musée de Flókagata est situé au bord d'un petit parc (Miklatun) et se consacre principalement, comme son nom l'indique, à l'œuvre du peintre Jóhannes Sveinsson Kjarval. Toutefois, il peut y avoir des expositions consacrées à des artistes contemporains.

#### Ásmundarsafn
Le musée, situé à Laugardalur, porte principalement sur l'œuvre du sculpteur Ásmundur Sveinsson (1893-1982). Devant le bâtiment se trouve un jardin de sculptures.

#### Musée Einar Jónsson
Juste devant Hallgrímskirkja, il y a le musée du sculpteur islandais Einar Jónsson. Le bâtiment rappelle les années 1930. Le musée a également un jardin de sculptures, dans lequel sont disposés des personnages mystiques cachés derrière des fleurs et arbustes.

#### Le musée en plein air Árbæjarsafn
Dans le quartier de Árbær, se trouve le grand musée en plein air. Ce sont environ 30 maisons et maisons en tourbe du XIXe siècle à visiter, avec des objets intérieurs. Les gardiens du musée portent les costumes de l'époque. Parfois, des artisans au travail sont présents.

#### Musée de la photographie(Ljósmyndasafn)
Au dernier étage du Grófarhús, la bibliothèque municipale, sont accueillies plusieurs fois par an des expositions de photographies d'artistes nationaux et internationaux. C'est également ici que sont organisées les compétitions épigraphiques lorsque l'Académie des Arts d'Islande remporte un trophée.

#### Musée des sagas(Sögusafnið)
Ce musée situé dans le quartier portuaire retrace l'histoire médiévale de l'Islande à travers des tableaux mettant en scène des mannequins dans des décors de l'époque et raconte les sagas les plus populaires du pays.

#### Musée des baleines
Ouvert depuis février 2015, il présente en taille réelle des modélisations hyperréalistes de baleines, d'orques, de dauphins et autres mammifères. Le dispositif spectaculaire est complété par des bornes interactives et des projecteurs. Un café permet de faire une pause au milieu des baleines.

#### Autres musées
- Musée Ásgrímur Jónsson
- Musée Sigurjón Ólafsson, sculpture moderne
- The Living Art Museum
- Muséum d'histoire naturelle
- Institut Árni Magnússon, cet institut a pour rôle de préserver et d'étudier les manuscrits médiévaux

### Architecture et monuments

#### Cathédrale luthérienne de Reykjavik
La cathédrale luthérienne de Reykjavik, appelée Dómkirkjan en islandais, elle est l'un des plus vieux bâtiments de la ville. Elle se trouve à proximité de l'hôtel Borg dans le centre-ville.
L'église a été construite à la fin du XVIIIe siècle à l'occasion de la fusion entre les diocèses de Skálholt et de Hólar à Reykjavik. L'aspect actuel de la cathédrale date de 1847.

#### Hallgrímskirkja
Hallgrímskirkja est une église située au sommet d'une colline au centre de la ville. Construite de 1945 à 1986, elle est en béton et sa flèche mesure 75 m. Elle est ainsi le plus haut bâtiment du pays. Elle doit son nom au révérend Hallgrímur Pétursson. Son orgue possède plus de 5 200 tuyaux. 
La statue au pied de l'église représente Leifur Eiríksson, fils d'Erik le Rouge, qui a découvert l'Amérique. Elle a été offerte par les États-Unis.

#### Perlan
Perlan (« La Perle ») est un bâtiment historique à Reykjavik. Il a une hauteur de 25,7 mètres de haut. Il a été conçu à l'origine par Ingimundur Sveinsson. Le Perlan est situé sur la colline Öskjuhlíð où il y avait eu des réservoirs de stockage d'eau chaude depuis des décennies. En 1991, les réservoirs ont été rénovés et une structure hémisphérique placée sur le dessus. Ce projet a été fait au cours du mandat du maire Davíð Oddsson.

### Sites d'intérêt

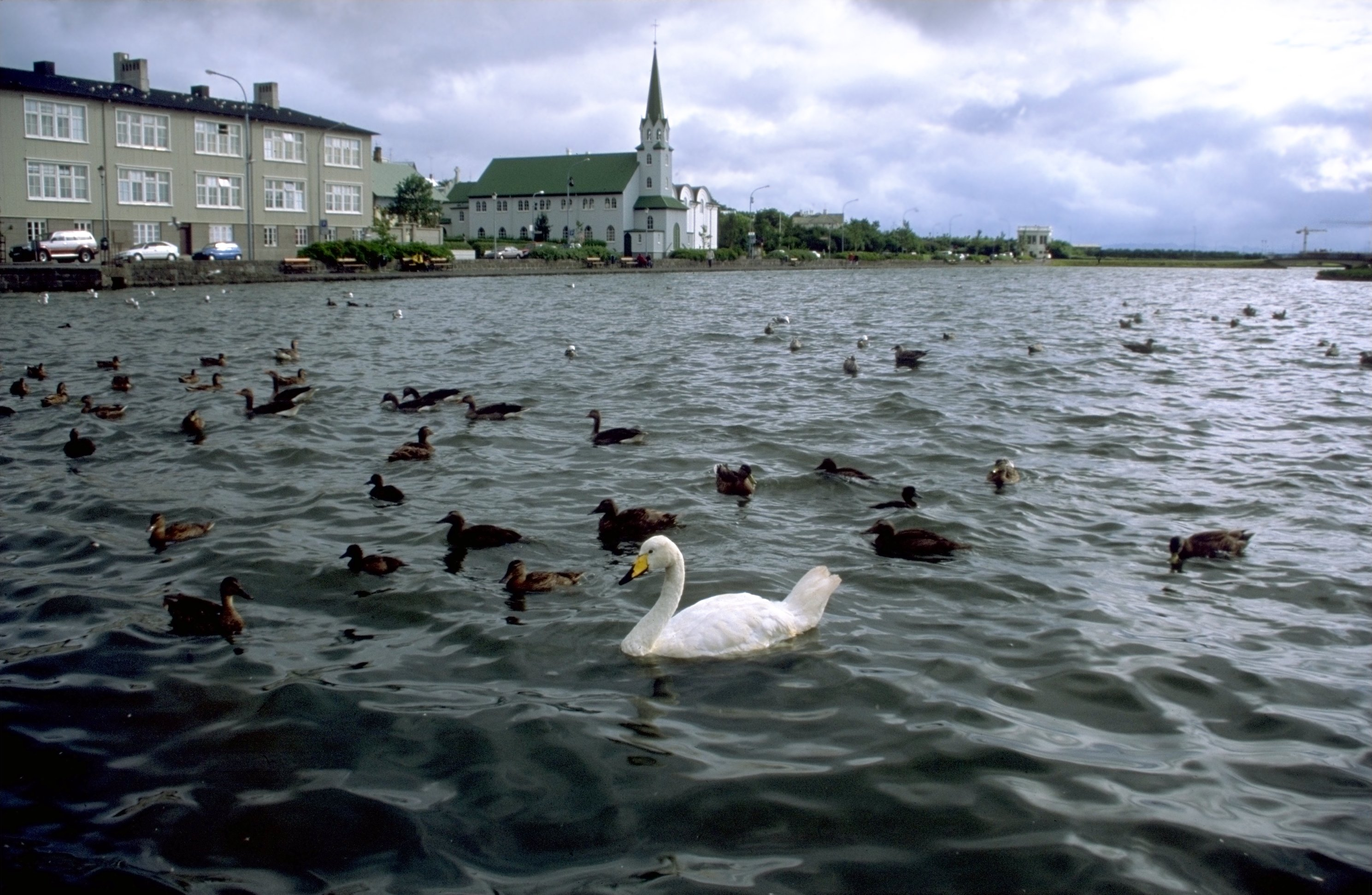
Le lac Tjörnin avec en arrière-plan la Fríkirkja.

- La Hallgrímskirkja, église luthérienne.
- Le jardin botanique de Reykjavik, le plus grand jardin botanique du pays.
- L'Austurvöllur, principale place de la ville bordée par :
  - l'Alþingishúsið, le siège de l'Althing, le parlement islandais ;
  - la Dómkirkjan, la cathédrale luthérienne de la ville.
- Höfði, la maison, dans laquelle Ronald Reagan et Mikhaïl Gorbatchev se sont réunis en 1986 lors d'un sommet.
- Bibliothèque nationale et universitaire d'Islande.
- Ráðhús Reykjavíkur (en), hôtel de ville de Reykjavik.
- Tjörnin, le lac de Reykjavik.
- Cathédrale-basilique du Christ-Roi de Reykjavik (Landakotskirkja), la plus grande église et seule cathédrale catholique d'Islande.
- Harpa, salle de concert et centre des congrès moderne.
- Bæjarins beztu pylsur, stand de hot-dog populaire à proximité du port.
- Sólfar, sculpture en bord de mer.
- Maison nordique, centre culturel du Conseil nordique

### Cinéma
Quelques films, pour la plupart islandais, ont été tournés à Reykjavik :
- 101 Reykjavík (2000) de Baltasar Kormákur ;
- Crime City (A Little Trip to Heaven) (2005) de Baltasar Kormákur. Le film se passe aux États-Unis, mais il a été tourné entièrement en Islande ;
- Jar City (Mýrin) (2006) de Baltasar Kormákur ;
- Jason Bourne (2016) de l'Américain Paul Greengrass. L'action du film débute notamment à Reykjavik.

### Événements

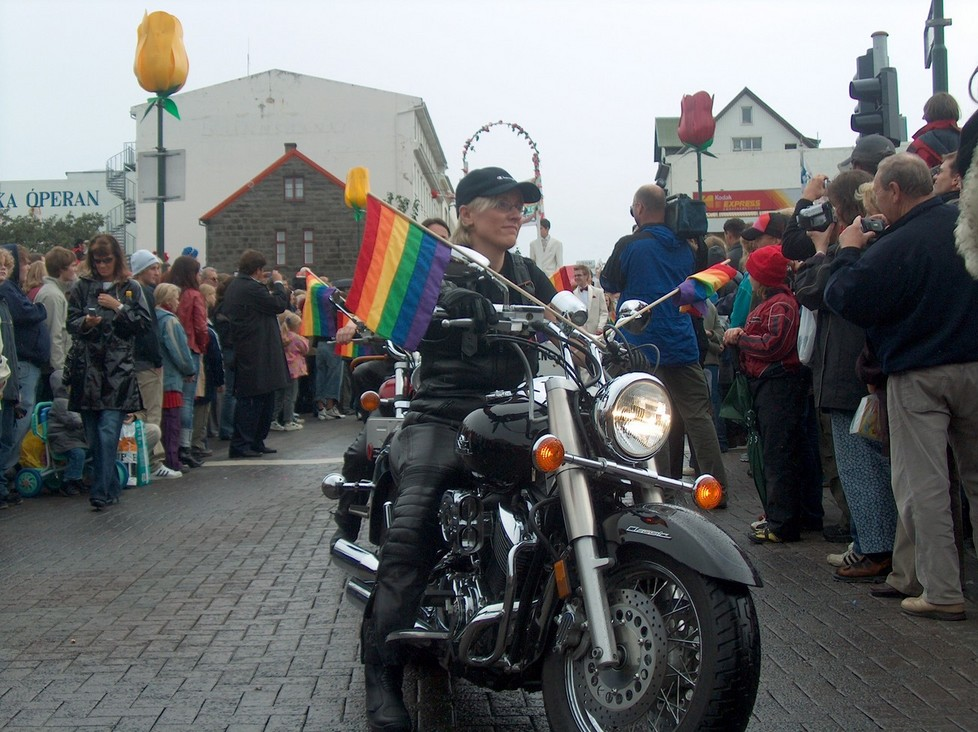
Dykes on Bikes lors de la marche des fiertés 2004.

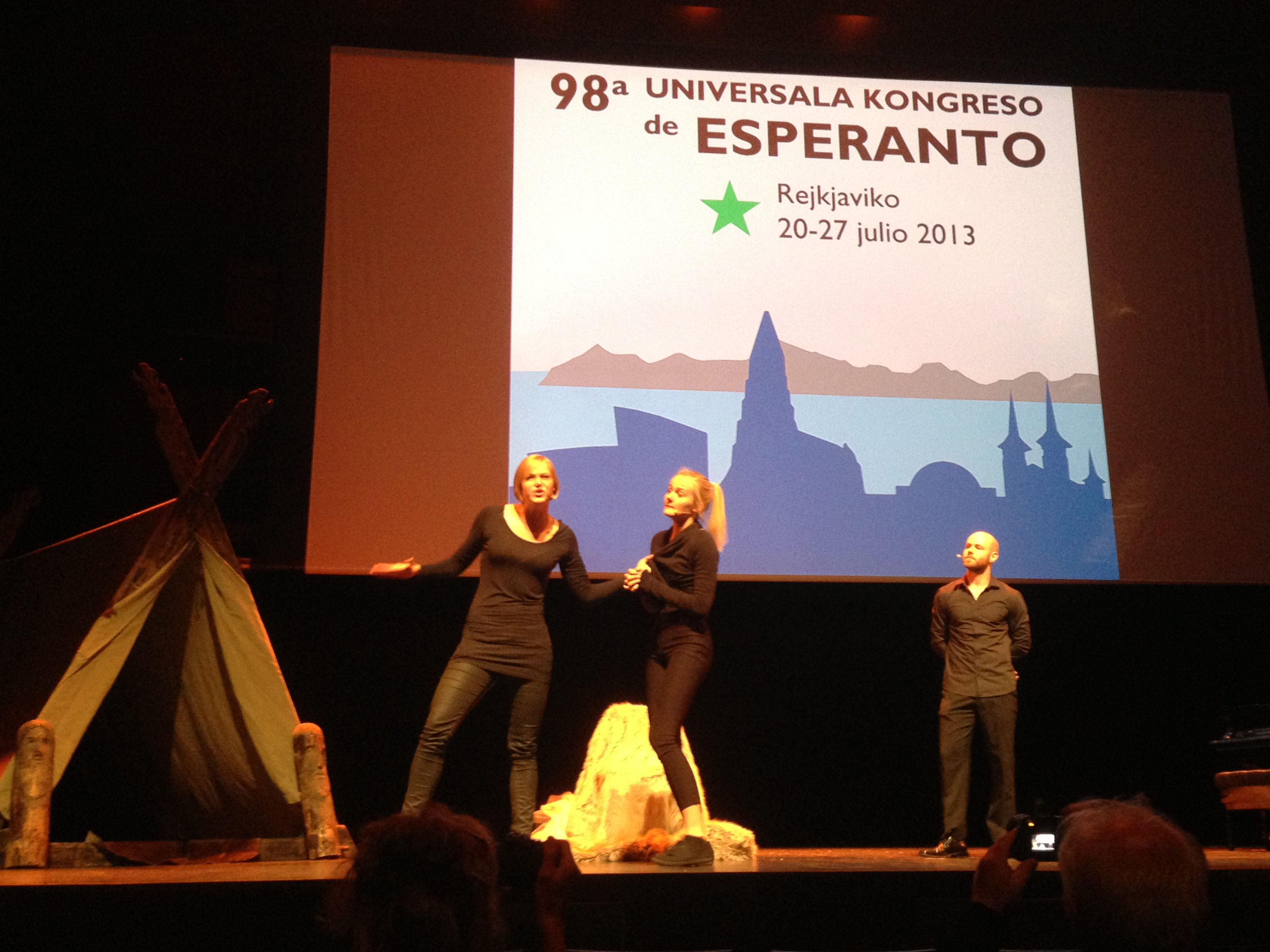
Pièce de théâtre pendant le 98e congrès mondial d’espéranto.

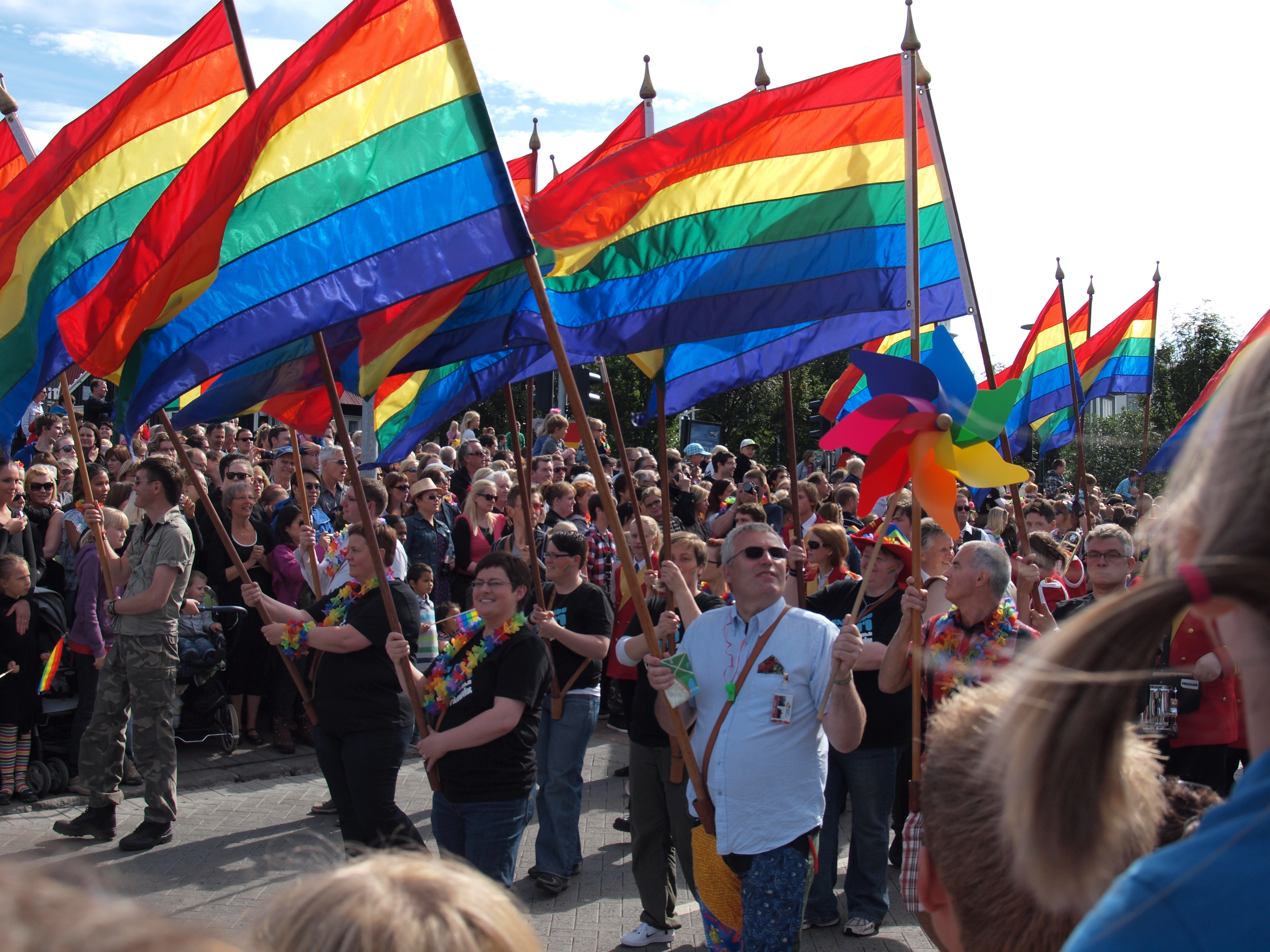
Marche des fiertés de Reykjavik en 2011.

- Reykjavik accueille chaque année depuis 1999 la marche des fiertés d'Islande, le plus gros événement politique et culturel du pays.
- Reykjavik accueillit le 98e congrès mondial d'espéranto qui se déroula du 20 au 27 juillet 2013 et avait pour thème « Des îles non isolées : pour une communication juste entre les communautés linguistiques ». En 1977, la ville avait déjà accueilli le 62e congrès mondial, dont le thème était « Le droit à la communication ». Chacun d’eux a été suivi par plus d’un millier d’espérantophones durant toute la semaine.
- Festival international du film de Reykjavik[13] : chaque année au mois de septembre-octobre.

### Sport

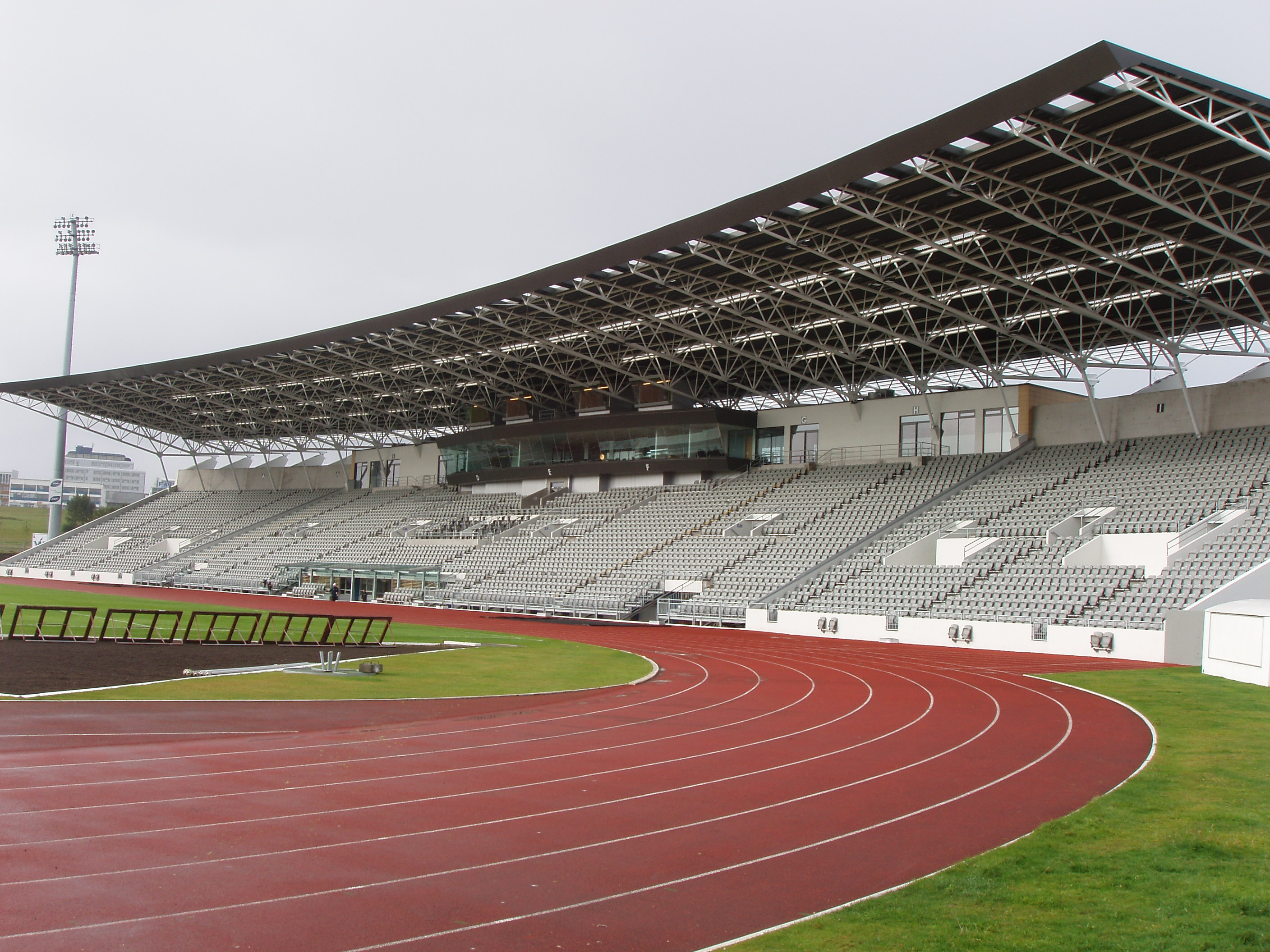
Le Laugardalsvöllur.

La ville compte de nombreux clubs omnisports, en particulier :
- Fram Reykjavík ;
- Fjölnir Reykjavík ;
- Fylkir Reykjavík ;
- Knattspyrnufélag Reykjavíkur (KR) ;
- Valur Reykjavík ;
- Víkingur Reykjavík.

Plusieurs événements sportifs internationaux ont eu lieu en Islande et à Reykjavik. En 1972, Reykjavik fut le théâtre des championnats du monde d'échecs entre Bobby Fischer et Boris Spassky. Les championnats du monde de handball de 1995 ont également eu lieu en Islande, de nombreux matchs étant joués dans la capitale.
Les infrastructures sportives à Reykjavik sont nombreuses. Le plus grand stade d'Islande, le Laugardalsvöllur, se trouve dans le quartier de Laugardalur et il possède une capacité de 9 800 places assises bien que celle-ci puisse facilement être augmentée en cas de besoin.

### Jumelages
| Ville | Ville              | Pays | Pays        | Période                |
| ----- | ------------------ | ---- | ----------- | ---------------------- |
|       | Copenhague         |      | Danemark    |                        |
|       | Helsinki           |      | Finlande    |                        |
|       | Kingston-upon-Hull |      | Royaume-Uni |                        |
|       | Lviv,              |      | Ukraine     | depuis le 22 mai 2023  |
|       | Nuuk               |      | Groenland   |                        |
|       | Oslo               |      | Norvège     |                        |
|       | Seattle            |      | États-Unis  | depuis 1986            |
|       | Stockholm          |      | Suède       |                        |
|       | Tórshavn           |      | îles Féroé  |                        |
|       | Vilnius,           |      | Lituanie    | depuis le 19 août 2006 |
|       | Weilbourg          |      | Allemagne   |                        |
|       | Winnipeg           |      | Canada      | depuis 1971            |
|       | Wrocław            |      | Pologne     | depuis 2017            |

### Personnages célèbres

#### Naissances
- XXe siècle
  - Vigdís Finnbogadóttir, présidente de la République d'Islande, née le 15 avril 1930.
  - Frida Isberg, poète islandaise, née le 19 décembre 1992.
  - Arnaldur Indriðason, écrivain, né le 28 janvier 1961.
  - Sigurjón Birgir Sigurðsson, dit Sjón, artiste, écrivain et intellectuel, né le 27 août 1962.
  - Björk, chanteuse, musicienne, compositrice et actrice, née le 21 novembre 1965.
  - Baltasar Kormákur, acteur, scénariste, réalisateur et producteur, né le 27 février 1966.
  - Eiður Smári Guðjohnsen, footballeur, né le 15 septembre 1978.
  - Gunnar Hansen, acteur, né le 4 mars 1947.
  - Tómas Lemarquis, acteur, y est également né en 1977.
  - Hafþór Júlíus Björnsson homme fort et acteur, né le 26 novembre 1988.
  - Birgitta Jónsdóttir, femme politique islandaise, née le 17 avril 1967.
  - Auður Ava Ólafsdóttir, écrivaine islandaise, née en 1958.
  - Sigrún Pálsdóttir, historienne et écrivaine islandaise, rédactrice en chef de la Revue Saga de 2009 à 2016, née en 1967.
  - Halla Tómasdóttir, femme d'état islandaise, née en 1968.

#### Décès
- XXe siècle
  - Sveinn Björnsson, premier président de la République d'Islande après l'instauration de la République, né le 27 février 1881, († 25 janvier 1952).
  - Halldór Kristján Friðriksson, professeur, mort en 1902.
  - Katrín Magnússon conseillère municipale féministe de 1908 à 1916, née le 18 mars 1858.
  - Halldór Laxness, écrivain et lauréat du prix Nobel de littérature, né le 23 avril 1902, († 8 février 1998).
- XXIe siècle
  - Bobby Fischer, joueur d'échecs américain naturalisé islandais, champion du monde en 1972, né le 9 mars 1943, († 17 janvier 2008). Il a résidé à Reykjavik de 2005 à sa mort en 2008.
  - Thor Vilhjálmsson, écrivain islandais majeur de son époque, gagnant du grand prix de littérature du Conseil nordique en 1988, né le 12 août 1925, († 2 mars 2011).
  - Jórunn Viðar, compositrice et pianiste, née le 7 décembre 1918 à Reykjavik et morte le 27 février 2017.
  - Vilborg Dagbjartsdóttir, poète, femme politique et féministe islandaise, née le 18 juillet 1930 et décédée le 16 septembre 2021.